# Zanthoxylum quassiifolium
Zanthoxylum quassiifolium là một loài thực vật có hoa trong họ Cửu lý hương. Loài này được (Donn. Sm.) Standl. & Steyerm. miêu tả khoa học đầu tiên năm 1946.